# RuPaul's Drag Race UK (temporada 5)
La quinta temporada de RuPaul's Drag Race UK empezó a transmitirse en BBC Three el 28 de septiembre del 2023. RuPaul volvió a su papel de presentador y juez principal, y se unió de nuevo en el jurado acompañado en el panel con Michelle Visage, Alan Carr y Graham Norton, todos quienes regresaron para su quinta temporada respectiva. La filmación de la serie comenzó en Mánchester en enero de 2023. El reparto para la quinta temporada fue anunciado el 11 de septiembre de 2023 p las redes sociales.

## Producción
El 2 de septiembre de 2022, antes del inicio de la cuarta temporada, fue anunciado a través de las páginas de redes sociales del programa que casting para la quinta temporada estaba abierto. Las solicitudes permanecieron abiertas durante dos semanas, cerrando el 16 de septiembre de 2022.
La filmación de la quinta temporada empezó en enero de 2023.Se reveló que Carol Vorderman haría una apariencia especial como celebridad en la quinta temporada de la serie de programa.Subsecuentemente, Sophie Ellis-Bextor fue vista llegando para grabar el programa.Se informó anteriormente que Sinitta había sido contratada como jueza invitada para la quinta temporada, con una fuente declarando: "Sinitta es una de las contratistas más emocionantes en la historia del programa. Es una autentica ícono gay y le encanta los vestimentos extravagantes, así que es perfecta para el Drag Race". Antes de la temporada, el programa llegó a ser objeto de escrutinio porque las concursantes no recibían ningún premio en efectivo a comparación con las otras franquicias de Drag Race. Willam, quien fue concursante en la cuarta temporada de la versión estadounidense comentó: "Deben pagarles un premio a las chicas. Los vestimentos y pelucas cuestan miles y miles de libras esterlinas. Algunas de estas chicas están saliendo en los números rojos." Danny Beard, quien ganó la temporada pasada, dijo que "podrían haber comprado una casa" con el dinero gastado preparándose para RuPaul's Drag Race UK. El 30 de agosto de 2023, la BBC reveló la alineación de jueces invitados e invitados especiales para la quinta temporada que incluye a: Vorderman, Ellis-Bextor, Yasmin Finney, Suranne Jones, Kristen McMenamy, Karen Hauer, Aisling Bea, quien apareció como invitada especial en la temporadas previa, Joel Dommett, Edward Enninful, Alexandra Burke, Cush Jumbo y Daphne Guinness quien anteriormente fue jueza invitada en la séptima temporada de la versión estadounidense de la serie derivada de RuPaul's Drag Race All Stars.
El 12 de septiembre de 2023 se anunció un aftershow, llamado The After Shave with Danny Beard. En esta serie, la versión equivalente del programa estadounidense Whatcha Packin', presenta al ganador de la cuarta temporada, Danny Beard, y a un invitado, típicamente un ex-concursante de la adaptación británica, que discute el episodio recientemente emitido, además de entrevistar a la reina eliminada más recientemente sobre su carrera en el programa.
Se ha informado que una undécima concursante, Crystal Lubrikant, fue inicialmente seleccionada para la temporada, pero fue descalificada en algún momento durante la filmación debido a una supuesta mala conducta.  La concursante fue posteriormente editada del episodio antes de su descalificación, y no fue incluida en el anuncio del elenco ni en ningún otro material promocional relacionado con la serie.

## Concursantes
Las edades, nombres y ciudades indicadas corresponden al momento de la filmación.
| Concursante       | Edad | Origen                            | Puesto    |
| ----------------- | ---- | --------------------------------- | --------- |
| Ginger Johnson    | 34   | Lanchester, Inglaterra            | Ganadora  |
| Michael Marouli   | 39   | Newcastle upon Tyne, Inglaterra   | Finalista |
| Tomara Thomas     | 25   | Hartlepool, Inglaterra            | 3° lugar  |
| DeDeLicious       | 20   | Royal Tunbridge Wells, Inglaterra | 4° lugar  |
| Kate Butch        | 26   | Buxton, Inglaterra                | 5° lugar  |
| Cara Melle        | 26   | Londres, Inglaterra               | 6° lugar  |
| Vicki Vivacious   | 36   | Redruth, Inglaterra               | 7° lugar  |
| Banksie           | 23   | Manchester, Inglaterra            | 8° lugar  |
| Miss Naomi Carter | 23   | Doncaster, Inglaterra             | 9° lugar  |
| Alexis Saint-Pete | 28   | Londres, Inglaterra               | 10° lugar |

## Progreso
| Concursante       | 1    | 2    | 3    | 4    | 5    | 6    | 7    | 8    | 9    | 10         | WINS | Points | PPE |
| ----------------- | ---- | ---- | ---- | ---- | ---- | ---- | ---- | ---- | ---- | ---------- | ---- | ------ | --- |
| Ginger Johnson    | HIGH | SAFE | SAFE | WIN  | WIN  | WIN  | HIGH | HIGH | HIGH | Winner     | 3    | 72     | 8.0 |
| Michael Marouli   | HIGH | SAFE | HIGH | WIN  | HIGH | SAFE | BTM2 | WIN  | WIN  | Runner Up  | 3    | 65     | 7.2 |
| Tomara Thomas     | SAFE | HIGH | TOP2 | WIN  | SAFE | HIGH | SAFE | HIGH | BTM2 | Eliminated | 1    | 59     | 6.5 |
| DeDeLicious       | SAFE | HIGH | HIGH | SAFE | BTM2 | BTM2 | SAFE | BTM2 | ELIM | Guest      | 0    | 34     | 3.7 |
| Kate Butch        | SAFE | SAFE | SAFE | SAFE | HIGH | HIGH | WIN  | ELIM |      | Guest      | 1    | 46     | 5.7 |
| Cara Mell         | TOP2 | LOW  | WIN  | BTM2 | SAFE | SAFE | ELIM |      |      | Guest      | 1    | 33     | 4.7 |
| Vicki Vivacious   | WIN  | SAFE | HIGH | LOW  | HIGH | ELIM |      |      |      | Guest      | 1    | 34     | 5.6 |
| Banksie           | SAFE | WIN  | SAFE | LOW  | ELIM |      |      |      |      | Guest      | 1    | 23     | 4.6 |
| Naomi Carter      | SAFE | BTM2 | SAFE | ELIM |      |      |      |      |      | Guest      | 0    | 11     | 2.7 |
| Alexis Saint-Pete | HIGH | ELIM |      |      |      |      |      |      |      | Guest      | 0    | 5      | 2.5 |